# П'ясецький Віталій Анатолійович
Віта́лій Анато́лійович П'ясе́цький — молодший сержант[джерело?] Збройних сил України.

## З життєпису
Підприємець, працював у рекламному бізнесі.
Добровольцем пішов на війну. У січні 2015-го в складі 80-ї аеромобільної бригади захищав летовище. Зазнав поранення.
Живе в Ковелі, виховує з дружиною двох дітей.

## Нагороди
За особисту мужність і високий професіоналізм, виявлені у захисті державного суверенітету та територіальної цілісності України, вірність військовій присязі, відзначений — нагороджений
- орденом «За мужність» III ступеня (31.7.2015)